# Finale Europacup I 1978
De finale van de Europacup I van het seizoen 1977/78 werd gehouden op 10 mei 1978 in het Wembley Stadium in Londen. Club Brugge stond voor het eerst in de finale en nam het op tegen titelverdediger Liverpool FC. Het is tot op heden de enige keer dat een Belgische club de finale van de Europacup I bereikte.
Bij Club Brugge verschenen zeven Belgen aan de aftrap. De Nederlander Charles Corver was de scheidsrechter.

## Voorgeschiedenis
Liverpool FC was als titelverdediger de grote favoriet. De Engelsen speelden in eigen land, want de finale ging door in het Wembley Stadium in Londen. Bovendien miste blauw-zwart met Raoul Lambert een belangrijke speler. De twee clubs hadden een rijke voorgeschiedenis. In 1976 stonden Club Brugge en Liverpool al eens samen in de finale van de UEFA Cup. Club Brugge verloor toen in Engeland met 3-2 en speelde thuis gelijk.

## Wedstrijdverslag
Club Brugge kwam gehavend aan de start, want het miste zijn beste spits,Raoul Lambert, door blessure. 
Tijdens de eerste helft beperkte Club zich voornamelijk tot verdedigen. Blauw-zwart speelde op buitenspel, maar toch raakte Liverpool er een paar keer door. Een sterke Birger Jensen hield Club Brugge toen overeind. Maar na de rust was het dan toch zover. Kenny Dalglish ontving de bal in het strafschopgebied en plaatste het leer over een duikende Jensen heen. Club Brugge creëerde zelf weinig kansen en het bleef 1-0. Na afloop bekritiseerden beide teams elkaar. Verdediger Tommy Smith zei: "It was a pathetic attitude. You never win anything like that." Coach Ernst Happel vond dan weer dat dit niet het beste Liverpool was dat hij ooit gezien had: "Liverpool was slechts een schim van het team waar we twee seizoenen geleden in de UEFA Cup tegen gespeeld hebben. Ze stelden me teleur, maar ze verdienden de overwinning, hoewel we wel twee spelers misten met een blessure."
Als Club Brugge de finale zou gewonnen hebben, dan had het enkele maanden later in de Europese Supercup tegen RSC Anderlecht moeten spelen.
|                   |              |       |             |                                                                                         |
| 10 mei 1978 19:45 | Liverpool FC | 1 – 0 | Club Brugge | Wembley Stadium, Londen Toeschouwers: 92.500 Scheidsrechter: Charles Corver (Nederland) |
| 10 mei 1978 19:45 | Dalglish 64' |       |             | Wembley Stadium, Londen Toeschouwers: 92.500 Scheidsrechter: Charles Corver (Nederland) |

| Liverpool | Club Brugge |

| Liverpool FC: |    |                  |     |     |
|               |    |                  |     |     |
| GK            | 1  | Ray Clemence     |     |     |
| RB            | 2  | Phil Neal        |     |     |
| CB            | 3  | Alan Hansen      |     |     |
| CB            | 4  | Phil Thompson    |     |     |
| LB            | 6  | Emlyn Hughes     |     |     |
| RM            | 8  | Jimmy Case       | 29' | 63' |
| CM            | 10 | Terry McDermott  |     |     |
| CM            | 11 | Graeme Souness   |     |     |
| LM            | 5  | Ray Kennedy      |     |     |
| CF            | 7  | Kenny Dalglish   |     |     |
| CF            | 9  | David Fairclough |     |     |
| Invallers:    |    |                  |     |     |
| GK            | 12 | Steve Ogrizovic  |     |     |
| DF            | 13 | Joey Jones       |     |     |
| MF            | 14 | Colin Irwin      |     |     |
| MF            | 15 | Steve Heighway   | 63' |     |
| FW            | 16 | Ian Callaghan    |     |     |
| Coach:        |    |                  |     |     |
| Bob Paisley   |    |                  |     |     |

| Club Brugge: |    |                   |     |
|              |    |                   |     |
| GK           | 1  | Birger Jensen     |     |
| RB           | 2  | Fons Bastijns     |     |
| CB           | 3  | Eddie Krieger     |     |
| CB           | 4  | Georges Leekens   |     |
| LB           | 5  | Gino Maes         | 80' |
| RM           | 6  | Julien Cools      |     |
| CM           | 7  | René Vandereycken | 35' |
| CM           | 8  | Daniël De Cubber  |     |
| LM           | 10 | Lajos Kű          | 58' |
| CF           | 9  | Jan Simoen        |     |
| CF           | 11 | Jan Sørensen      |     |
| Invallers:   |    |                   |     |
| GK           | 12 | Leen Barth        |     |
| DF           | 13 | Jos Volders       | 80' |
| MF           | 14 | Dirk Sanders      | 58' |
| FW           | 15 | Raoul Lambert     |     |
| FW           | 16 | Bernard Verheecke |     |
| Coach:       |    |                   |     |
| Ernst Happel |    |                   |     |